# Josh Rosen
Joshua Ballinger Lippincott Rosen (nascido em 10 de fevereiro de 1997) é um quarterback aposentado de futebol americano que jogava na National Football League (NFL).
Ele jogou Futebol americano universitário em UCLA e foi selecionado pelos Cardinals na primeira rodada do Draft da NFL de 2018. Ele era um recruta de alto nível que saiu do colegial, onde foi nomeado como um dos alunos do American Today High School All-American de 2014. O primeiro calouro de todos os tempo a ser titular como em UCLA em uma abertura de temporada, ele foi nomeado um calouro All-American e foi homenageado como o Novato Ofensivo do Ano da Pac-12 em 2015. Em seu terceiro ano, Rosen foi nomeado para segunda-equipe da Pac-12 e quebrou o recorde da UCLA em jardas passadas em uma única temporada. Ele é apelidado de "Escolhido Rosen" e "o Escolhido".

## Primeiros anos
Rosen nasceu em Manhattan Beach, Califórnia, filho de Charles Rosen, cirurgião ortopédico, e Liz Lippincott, ex-jornalista. O pai de Rosen é judeu e foi um patinador nacional que quase se classificou para as Olimpíadas de Inverno na década de 1970, e sua mãe é uma Quaker que era a capitã do time de lacrosse de Princeton. Rosen teve um bar mitzvah e se identificou como judeu, dizendo em 2016: "Ser judeu é uma grande razão pela qual eu deveria ter considerado a UCLA. Por causa de como é a Hollywood judaica e eles realmente querem que alguém olhe porque eles simplesmente não tem atletas profissionais".
Ele é o tataraneto de Joseph Wharton, um industrial e homônimo da Wharton School of Business da Universidade da Pensilvânia, e assim um descendente de Thomas Cornell, progenitor da família Cornell. Ele recebeu o nome de outro ancestral, Joseph Ballinger Lippincott, que fundou a editora J. B. Lippincott & Co.
Rosen cresceu jogando tênis; aos 12 anos, ele era o jogador número 1 do ranking de sua faixa etária no sul da Califórnia e top-50 no país, ele se tornou um top 10 no ranking júnior. Ele foi apresentado ao futebol americano na escola primária pelo pai de um amigo que era um treinador. Logo antes do ensino médio, Rosen mudou do tênis para o futebol americano.

## Carreira na escola secundária
Rosen frequentou a St. John Bosco High School, uma escola católica em Bellflower, Califórnia, onde ele tinha uma nota de 4,3. Em seu último ano, ele foi eleito o Melhor Jogador do Ano pelo Los Angeles Times e Jogador do Ano da Long Beach Press-Telegram Dream depois de ter 3.186 jardas, 29 touchdowns e quatro interceptações. Durante sua carreira no colégio, ele passou para 11.175 jardas e 90 touchdowns.
Rosen foi avaliado pelo Rivals.com e Scout.com como um recruta de cinco estrelas e classificado como o melhor quarterback de sua classe. A Rivals também o classificaram como o melhor recruta geral. Ele se comprometeu verbalmente com a UCLA em março de 2014 e assinou oficialmente em setembro.

## Carreira na Faculdade

### Primeiro ano
Cursando economia, Rosen começou a ter aulas na UCLA em janeiro de 2015; Ele se matriculou cedo para poder participar dos treinamentos da primavera. Com o quarterback titular, Brett Hundley, deixando a UCLA para a NFL, um grande buraco foi criado na equipe. Rosen foi o melhor quarterback da UCLA durante a primavera, e ele continuou a competir durante os treinos de verão para ser o quarterback titular da equipe como um verdadeiro calouro. Em 26 de agosto, uma semana depois de ser criticado publicamente pelo treinador Jim Mora, Rosen foi nomeado quarterback titular da equipe. Ele venceu Jerry Neuheisel, que tinha três anos de experiência na equipe. O novato chamou Neuheisel de "altruísta" por ajudá-lo durante a competição.
Na abertura da temporada, Rosen completou 28 dos 35 passes para 351 jardas e três touchdowns quando UCLA derrotou a Virgínia por 34-16, e ele se tornou o primeiro calouro a ser titular como titular em uma abertura de temporada em UCLA. Ele foi nomeado como o Jogador Ofensivo Walter Camp da Semana. Em uma vitória por 17-9 sobre Utah, ele quebrou o recorde escolar de Drew Olson (199) de mais passes consecutivos sem uma interceptação. A vitória manteve UCLA na disputa pelo título do Pac-12 contra os rivais da região, USC Trojans. No entanto, eles perderam por 40-21 para os Trojans quando Rosen sofreu três turnovers: um fumble e duas interceptações, terminando sua sequência de passes sem uma interceptação em 245.
Ele foi nomeado o Novato Ofensivo do Ano da Pac-12 e foi eleito um Calouro All-American pela USA Today, Sporting News e pela Associação de Escritores de Futebol da América (FWAA). Ele também foi nomeado o Calouro do Ano pela Sporting News, Calouro Ofensivo da Pac-12 pelos treinadores e Calouro do Ano da Pac-12 pela AP.

### Segundo ano
Em 2016, Rosen se machucou em uma derrota no dia 8 de outubro para Arizona State, quando ele teve 400 jardas. Ele perdeu o resto da temporada com uma lesão no ombro. Ele fez uma cirurgia em seu ombro para reparar danos nos tecidos moles. A UCLA teve um recorde de 3–3 nas seis partidas de Rosen, ele sofreu 13 sacks na temporada mais curta, contra 14 em todo o ano de 2015. Os Bruins tiveram um recorde de 1-5 nos últimos seis jogos sem ele.

### Terceiro ano
Na abertura da temporada de 2017, Rosen completou 35 de 59 passes para 491 jardas e quatro touchdowns para levar a UCLA a uma vitória por 45-44 sobre Texas A&M, com um passe para touchdown para Jordan Lasley com 48 segundos restantes no relógio. Os Bruins superaram um déficit de 34 pontos, a maior virada na história da universidade e o segundo lugar na história da Football Bowl Subdivision (FBS). O treinador de Texas A&M, Kevin Sumlin, disse: "Sabíamos que ele era inteligente... Mas o que mais me impressionou foi a dureza dele. Nós o acertamos e batemos muito nele e ele foi ficando melhor. Não deveria funcionar dessa maneira.… Especialmente no quarto quarto."
Na semana seguinte, Rosen teve 22 passes para 329 jardas e cinco touchdowns em uma vitória por 56-23 sobre Havaí. Foi o 12º jogo de 300 jardas de sua carreira, quebrando o recorde escolar de 11 jogos de Cade McNown. Ele chegou a 2.000 jardas na temporada em cinco jogos, o mais rápido de qualquer jogador na história da UCLA. Depois de cinco jogos, Rosen liderava o pais em jardas passadas (2,135), jardas totais (2,158) e touchdowns (17). Em 28 de outubro, em uma derrota por 44-23 contra Washington, Rosen foi forçado a sair do jogo no terceiro quarto devido a uma concussão, que ele havia tentado esconder dos treinadores depois de ter sido ferido em um sack na abertura do jogo. Ele completou 12 de 21 passes para 93 jardas e um touchdown, a primeira pontuação que Washington concedeu na Pac-12 durante toda a temporada. Depois de perder um jogo, Rosen retornou ao time e teve 381 jardas com um touchdown e também teve um touchdown de 1 jarda na vitória por 44-37 sobre Sun Devils. Em seu primeiro confronto contra o quarterback da USC, Sam Darnold, Rosen teve 32 passes para 421 jardas, além de três touchdowns e uma interceptação em uma derrota por 28-23. Os dois quarterbacks estavam entre as principais perspectivas para o Draft da NFL de 2018. No final da temporada regular contra Califórnia, Rosen levou os Bruins a uma vantagem de 17-9, mas ficou de fora do resto do jogo depois de sofrer sua segunda concussão. Ele sofreu três sacks, incluindo um no final do segundo quarto, quando demorou para se levantar depois de ser jogado no chão. Ele terminou com 13 passes para 202 jardas e dois touchdowns e os Bruins venceram por 30-27, se tornando elegíveis ao bowl.
Depois de liderar a conferência em jardas passadas por jogo, Rosen foi eleito para o Segundo-Time da Pac-12. Ele foi creditado retroativamente com um passe de 39 jardas para Eldridge Massington que foi originalmente marcado como uma corrida contra Universidade do Estado do Arizona. Isso aumentou seu total de temporada para 3.756 jardas, quebrando o recorde escolar de Brett Hundley de 3.740 em 2012. Rosen perdeu o Cactus Bowl depois que os médicos não o liberaram para jogar. Em 3 de janeiro de 2018, Rosen anunciou sua intenção de entrar no Draft da NFL de 2018.

### Estatísticas da faculdade
| UCLA Bruins |          |       |        |            |      |        |     |    |     |       |
| Temporada   | Equipe   | Jogos | Passes | Tentativas | %    | Jardas | Avg | TD | INT | RAT   |
| 2015        | UCLA     | 13    | 292    | 487        | 60.0 | 3,670  | 7.5 | 23 | 11  | 134.3 |
| 2016        | UCLA     | 6     | 137    | 231        | 59.3 | 1,915  | 8.3 | 10 | 5   | 138.9 |
| 2017        | UCLA     | 11    | 283    | 452        | 62.5 | 3,756  | 8.3 | 26 | 10  | 147.0 |
| Carreira    | Carreira | 30    | 712    | 1,170      | 60.9 | 9,341  | 8.0 | 59 | 26  | 140.1 |

## Carreira profissional
| 1.93 m                        | 103 kg | 0,81 m | 0,25 m | 4.92 s | 1.71 s | 2.84 s | 4.28 s | 7.09 s | 0.79 m | 2.82 m |
| Todos os valores da NFL Draft |        |        |        |        |        |        |        |        |        |        |

Rosen foi selecionado pelo Arizona Cardinals na primeira rodada (10º escolha geral) do Draft da NFL de 2018. Ele foi o quarto quarterback a ser selecionado esse ano. Em 10 de maio de 2018, ele assinou um contrato de quatro anos no valor de US $ 17,84 milhões com um bônus de assinatura de US $ 11 milhões. Durante os treinamentos, Rosen ganhou a posição de reserva de Mike Glennon.
Ele fez sua primeira aparição na temporada regular na semana 3 de 2018, substituindo Sam Bradford com 4:31 restantes contra o Chicago Bears e os Cardinals por 16-14. O Arizona perdeu o jogo e caiu para um recorde de 0-3, enquanto Rosen completou quatro passes para 36 jardas e uma interceptação.
Em 24 de setembro, os Cardinals nomearam Rosen como o quarterback titular na Semana 4. Em seu primeiro jogo como titular na carreira, Rosen passou para 180 jardas e um touchdown na derrota por 20-17 para o Seattle Seahawks. Ele ajudou os Cardinals a terem sua primeira vitória na semana seguinte contra o San Francisco 49ers, quando ele completou 10 passes para 170 jardas, incluindo um touchdown de 75 jardas para o novato Christian Kirk. Na semana 7, Rosen teve duas de suas três interceptações retornadas para touchdowns, perdeu dois fumble e foi sacado seis vezes em uma derrota por 45-10 para o Denver Broncos no Thursday Night Football.
Classificado entre os piores ataques da liga, Arizona demitiu o coordenador ofensivo, Mike McCoy, e substituiu-o pelo treinador de quarterbacks, Byron Leftwich.
Na semana 8, Rosen levou os Cardinals a uma vitória por 18-15 sobre os 49ers. Ele teve 252 jardas e dois touchdowns, incluindo o touchdown vencedor com 34 segundos restante.
Após a escolha do QB Kyler Murray no Draft da NFL de 2019, no dia 26 de Abril de 2019 Josh Rosen foi trocado para o Miami Dolphins por uma quinta rodada (62º escolha geral) do Draft da NFL de 2020.